# Victoria (krater marsjański)
Victoria – krater uderzeniowy na powierzchni Marsa o średnicy 730 m, badany w latach 2006–2008 przez  łazik Opportunity. Krater został nazwany na cześć „Victorii”, okrętu z wyprawy Ferdynanda Magellana, który jako pierwszy opłynął Ziemię. Nazwa krateru jest nazwą nieoficjalną.

## Charakterystyka
Krater Victoria jest położony na równinie Meridiani Planum, jego współrzędne kartograficzne to 2,05°S, 5,50°W. Jest on częściowo wypełniony luźnym materiałem skalnym, przyniesionym przez burze piaskowe, tworzącym niewielkie wydmy w jego centralnej części. Jego krawędź tworzą liczne występy skalne i wcięcia, noszące nazwy zatok i przylądków odwiedzonych przez wyprawę Magellana. Otoczenie krateru pokryte jest wyrzuconym podczas impaktu materiałem, znajdują się tam również inne, mniejsze kratery utworzone później (m.in. Emma Dean).

## Badania
Krater Victoria został uznany za szczególnie interesujący obiekt badań, ze względu na duże odsłonięcia warstw skalnych na jego krawędziach, dające wgląd w historię geologiczną Marsa. Łazik Opportunity dotarł na jego krawędź 26 września 2006 roku. Pojazd okrążył ok. 1/4 obwodu krateru, wybierając bezpieczne miejsce do zjazdu w głąb i tworząc szczegółową mapę topograficzną. Po okresie silnych burz pyłowych w połowie 2007 roku, kiedy zmniejszona ilość energii uniemożliwiała pracę robota, w listopadzie łazik wjechał na wewnętrzne zbocze krateru. Prace łazika obejmowały wykonanie szczegółowych obrazów ułożenia warstw skalnych i analizę ich składu chemicznego, w szczególności na sześciometrowej wysokości ścianie występu Cape Verde, a także zbadanie oderwanych skał. Podczas opuszczania krateru pojazd znalazł się w niebezpiecznej sytuacji na nachylonym zboczu, kilkukrotnie wpadając w poślizg, a nawet w pewnym stopniu ześlizgując się; ostatecznie w sierpniu 2008 wydostał się z krateru i zakończył jego badania.